# The Enfield Haunting
The Enfield Haunting es una miniserie televisiva británica de 2015 del canal Sky Living.
Kristoffer Nyholm, quien ganó popularidad después de la serie The Killing, dirigió las tres partes. La serie está basada en el libro de Guy Lyon Playfair This House Is Haunted y trata sobre el supuesto suceso paranormal del "Poltergeist de Enfield", entre 1977 y 1979.
La serie acabó el 17 de mayo de 2015.

## Elenco
- Timothy Spall como Maurice Grosse.
- Juliet Stevenson como Betty Grosse.
- Matthew Macfadyen como Guy Lyon Playfair.
- Rosie Cavaliero como Peggy Hodgson.
- Eleanor Worthington Cox como Janet Hodgson.
- Fem Deacon
- Simon Chandler como John Beloff.
- Sean Francis como Ray.
- Charles Furness como Simon.
- Martin Hancock como Tony.
- Amanda Lawrence como Lindy Crane.
- Neal Barry como John.
- Sudha Bhuchar
- Nigel Boyle como Graham Morris.
- Myah Bristow
- Karen Lewis como Dra. Anita Gregory
- Peter McCabe como Alan Crane.
- Tommy McDonnell como Doug Bence.
- Sreven O'Neill
- Susannah Wise como Sylvie.
- Ron Hedley como Terry.

## Índices de audiencia
Los 3 episodios fueron los más vistos del canal: el primer episodio generó 1.88 millones de televidentes, el segundo fue de 1.30 millones y el tercer y último episodio generó 1.23 millones de televidentes.

## Recepción
La serie recibió críticas favorables de los expertos.

## Transmisión
En Canadá y Estados Unidos se transmitió por medio del canal A&E. Además está disponible en vídeo streaming en Shomi.
En Francia y Alemania fue transmitido por el canal franco-alemán Arte.
Y en Latinoamérica se pudo ver en Studio Universal, dividido en dos partes, estrenadas el 28 y 29 de octubre de 2016. Y en SYFY El 4 de agosto de 2018